# Phytomyza robustella
Phytomyza robustella este o specie de muște din genul Phytomyza, familia Agromyzidae, descrisă de Friedrich Georg Hendel în anul 1936. Conform Catalogue of Life specia Phytomyza robustella nu are subspecii cunoscute.